# Алім Амді
Алім Амді (справжнє ім'я — Алім Ганієв; крим. Alim Amdi (Ğaniyev); 1905, Адим-Чокрак, Таврійська губернія — листопад 1942, РРФСР) — кримськотатарський письменник, перекладач. Загинув на німецько-радянській війні. Член Спілки письменників СРСР.

## Життєпис
Народився у 1905 році (за іншими джерелами — у 1908 році) у селі Адим-Чокрак. Виховувався у дитячому будинку.
Навчався у дев'ятирічній зразковій школі-інтернаті. Разом з ним навчалися Осман Аміт, Сейтумер Османов. Після закінчення школи його призвали на службу в армію. Демобілізувавшись, працював у газеті «Янъы Дюнья» («Новий світ»). Публікував вірші і переклади. Перші вірші — «Шайлы къызгъа» («Красивій дівчині») і «Тривога».
Серед його патріотичних віршів: «Шайлы къызгъа» («Красивій дівчині») (1927), «Рур шахтёрларынынъ йыры» (1931), «Сигнал йыры», «Тривога» (1932), «Мектюп» («Лист»), «Бешик йыры» («Колискова») (1937). У 1927 році опублікував прозове оповідання у «Шефіка». Переклав на кримськотатарську роман Миколи Островського «Як гартувалася сталь», поему Шота Руставелі «Витязь у тигровій шкурі», п'єсу Вільяма Шекспіра «Отелло», комедію Лопе де Вега «Іспанський піп» і оповідання Максима Горького «Умі».
За п'єсою «Решат» Амді Аліма у жовтні 1933 року на сцені Кримського Державного татарського театру режисер Умер Девішев поставив однойменну виставу.
У 1940 році вірші Амді Аліма опубліковано у збірці «Татарські письменники Криму» у перекладі на російську. Разом з Азамом Аметом випустили збірку віршів «Рапорт».
Від початку Великої Вітчизняної війни призваний до армії. Служив у 62-й військово-морській бригаді Чорноморського флоту. Отримав поранення в боях за Нальчик. Лікувався у госпіталі в Тбілісі. Після лікування служив у 1130 полку 337-ї дивізії. Амді служив у штабі дивізії. Редагував дивізійну газету «Тривога».
Помер у листопаді 1942 року під час оборони Малгобека. Отримав поранення в живіт під час бомбардування. Визначити точну дату і місце поховання Аліма Амді намагався письменник Шаміль Алядін, однак безрезультатно.
У 1970 році його твори надруковані в Ташкенті у збірці «Он экилернинъ хатиреси» («Пам'ять про дванадцятьох»).

## Родина
Дружина — Шефіка Джемаледінівна Ганієва. Донька — Джульєтта (народ. 1938 року).